# Meinhard (Hesse)
Pour les articles homonymes, voir Meinhard.
Meinhard est une municipalité allemande située dans le land de la Hesse et l'arrondissement de Werra-Meissner.

## Source
- (de) Cet article est partiellement ou en totalité issu de l’article de Wikipédia en allemand intitulé « Meinhard » (voir la liste des auteurs).